# Varanus spinulosus
Varanus spinulosus este o specie de reptile din genul Varanus, familia Varanidae, descrisă de Mertens 1941. Conform Catalogue of Life specia Varanus spinulosus nu are subspecii cunoscute.